# Långnäbbad stjärnkolibri
Långnäbbad stjärnkolibri (Heliomaster longirostris) är en fågel i familjen kolibrier.

## Utseende
Långnäbbad stjärnkolibri är en rätt stor kolibri med en mycket lång och rak näbb. Vidare syns mörk strupe (egentligen röd, men detta är svårt att se) inramad av ett brett vitaktigt mustaschstreck, turkosblå hjässa och en vit fläck ovan övergumpen. Den har vanligen en vit fläck bakom ögat, ej ett vitaktigt streck som brunhättad stjärnkolibri. Olikt denna är också kroppsidorna gröna, ej sotfärgade. Könen är lika.

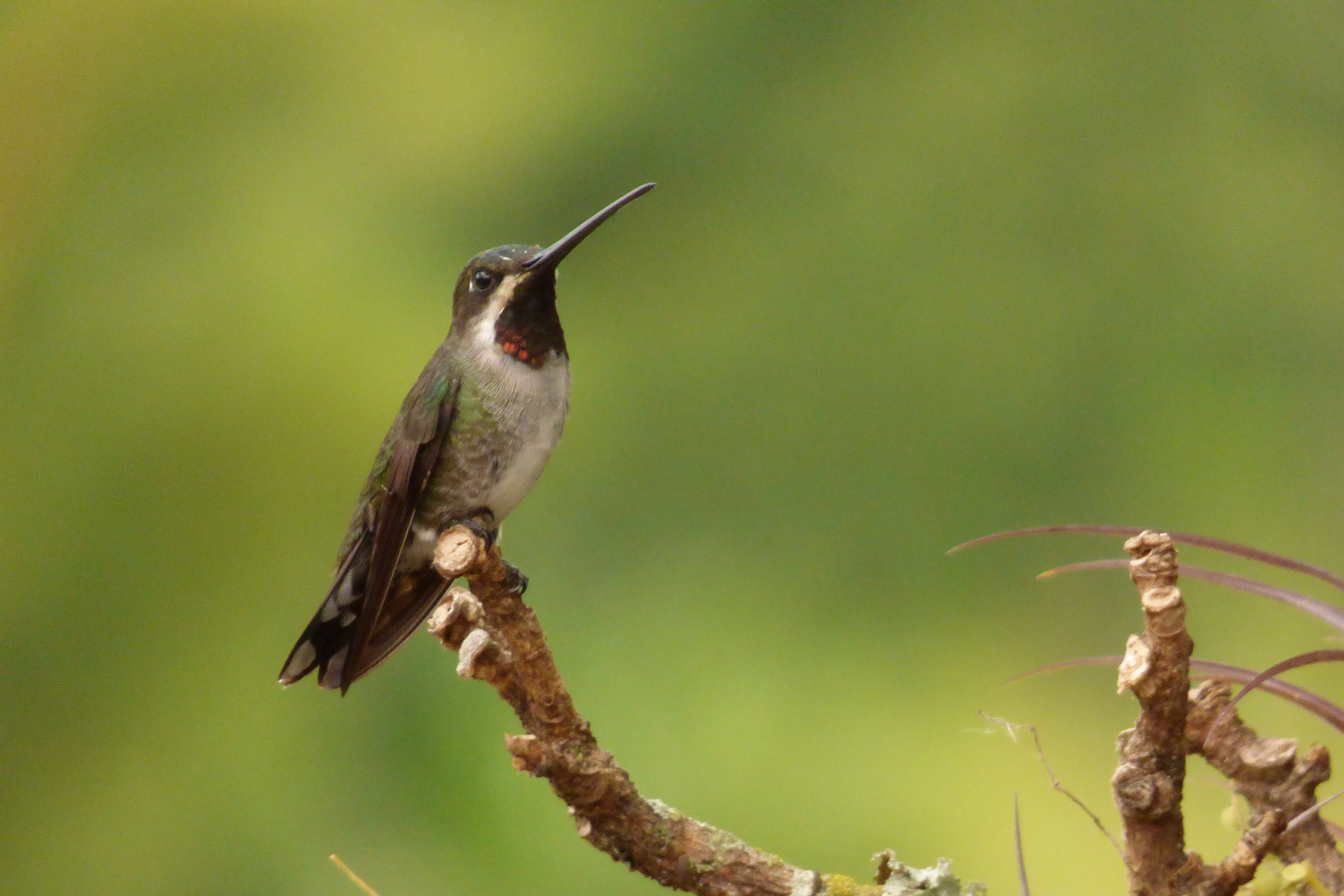

## Utbredning och systematik
Långnäbbad stjärnkolibri förekommer från Centralamerika till Bolivia och Brasilien i Sydamerika. Den delas in i tre underarter med följande utbredning:
- Heliomaster longirostris longirostris – förekommer från östra Costa Rica till Bolivia och Brasilien; även Trinidad
- Heliomaster longirostris pallidiceps – förekommer från södra Mexiko till Nicaragua
- Heliomaster longirostris albicrissa – förekommer i västra Ecuador och nordvästra Peru

## Levnadssätt
Långnäbbad stjärnkolibri hittas i tropiska låglänta områden i fuktiga städsegröna skogar och skogskanter. Den födosöker mestadels i trädkronorna, men kan också ses i gläntor och vid rinnande vattendrag där den gör ryckiga utfall mot flygande insekter.

## Status och hot
Arten har ett stort utbredningsområde, men tros minska i antal, dock inte tillräckligt kraftigt för att den ska betraktas som hotad. Internationella naturvårdsunionen IUCN listar arten som livskraftig (LC). Beståndet uppskattas till i storleksordningen en halv till fem miljoner vuxna individer.